# Алма-Атинское благочиние
Алма-Атинское благочиние — структурное подразделение Астанайской и Алма-Атинской епархии, объединяющее православные приходы и храмы, расположенные в городе Алматы и Алматинской области. В составе благочиния находится Казахстанский митрополичий округ Русской православной церкви.

## Основные сведения

### Структура и управление
- Благочиние находится в подчинении у митрополита Астанайского и Казахстанского Александра (Могилёва), правящего архиерея епархии[2].
- Включает 17 храмов и соборов в Алматы, а также мужские и женские монастыри в этом регионе[1].

### Храмы Алма-Атинского благочиния
- Вознесенский кафедральный собор[3]
- Никольский собор
- Собор Рождества Христова
- Казанский собор
- Софийский собор

### Монастыри Алма-Атинского благочиния
- Иверско-Серафимовский женский монастырь

## История
Благочиние было создано в ходе реорганизации епархии в 1999 году, когда Алма-Ата вошла в состав Астанайской епархии. В 2010 году из состава епархии были выделены Карагандинская, Усть-Каменогорская и Павлодарская епархии, что способствовало повышению самостоятельности Алма-Атинского благочиния.